# رویال ایر فرایت
رویال ایر فرایت (به انگلیسی: Royal Air Freight) یک شرکت هواپیمایی است که در ۱۹۶۱ میلادی تأسیس شده‌است. قطب رویال ایر فرایت در فرودگاه بین‌المللی شهرستان اووکلند قرار دارد.